# Hoesung Lee
Hoesung Lee és un economista sud-coreà. L'octubre de 2015 va ser elegit president del Grup Intergovernamental sobre el Canvi Climàtic (GICC).
Va estudiar a la Universitat Nacional de Seül i doctorar a la Universitat Rutgers nord-americana. Treballa al GICC des del 1992, quan va ser nomenat copresident del Grup de Treball III, que s'ocupa de la mitigació del canvi climàtic. Posa negre sobre blanc que altres desafiaments que sacsegen el planeta, com el canvi climàtic reclamen mesures tan radicals com les que s'han adoptat contra la Pandèmia de COVID-19.
| «                   | És indiscutible que les activitats humanes estan causant el canvi climàtic i estan fent que els esdeveniments meteorològics extrems siguin cada cop més freqüents i severs. | » |
| — Hoesung Lee, 2021 | |   |